# Pistolet Browning M1910/22
Browning M1910/22 (Browning M1922) – belgijski pistolet samopowtarzalny, opracowany na bazie pistoletu Browning M1910 na zamówienie sił zbrojnych Królestwa Serbów, Chorwatów i Słoweńców.

## Historia
Na początku lat 20. XX wieku siły zbrojne Królestwa Serbów, Chorwatów i Słoweńców (Jugosławii) poszukiwały nowej podstawowej broni bocznej. Ich zainteresowanie wzbudził produkowany od 1910 roku w belgijskich zakładach Fabrique Nationale de Herstal (FN) udany i popularny pistolet samopowtarzalny M1910. Na zlecenie jugosłowiańskiej armii broń została jednak zmodyfikowana: wyposażono go w dłuższą lufę, większy chwyt i pojemniejszy magazynek. Wydłużenie lufy przy zachowaniu tej samej sprężyny powrotnej wymusiło jednak zastosowanie osobnego pierścienia oporowego u wylotu lufy. W ten sposób opracowano nową wersję pistoletu – M1910/22.
Po zakończeniu dostaw M1910/22 dla Jugosławii, produkcję kontynuowano z przeznaczeniem na rynek cywilny i policyjny. Broń ta zdobyła szczególną popularność właśnie w policji gdyż szybko okazało się, że zasilane tą samą amunicją M1910 i M1910/22 doskonale się uzupełniają (M1910/22 jako uzbrojenie policji mundurowej, a M1910 jako broń funkcjonariuszy pełniących służbę po cywilnemu). Browning M1910/22 był też doceniany przez użytkowników cywilnych jako broń o wymiarach pośrednich pomiędzy dużym M1903 a kieszonkowym M1910.
W trakcie II wojny światowej, po zajęciu Belgii przez III Rzeszę w 1940 roku produkcję M1910/22 kontynuowano pod okupacją. W latach 1940–1944 dostarczono około 20 000 M1910/22 kalibru 7,65 mm (oznaczonych jako Pistole Modell 626(b)) dla niemieckich formacji policyjnych. Natomiast na potrzeby Wehrmachtu produkowano pistolety w wersji kalibru 9 mm Short (oznaczane jako Pistole Modell 641(b)).
Po wojnie produkcję pistoletu wznowiono w latach 1950-1959, aż do zastąpienia go przez wersję zmodernizowaną (Browning 125). Pomimo zakończenia produkcji, popularność M1910/22 sprawiła, że był on używany w służbach mundurowych jeszcze przez kolejne dekady (przykładowo holenderska policja municypalna wycofała do z wyposażenia dopiero w 1985 roku).

## Konstrukcja
Browning M1910/22 był bronią samopowtarzalną. Zasada działania oparta na odrzucie zamka swobodnego. Mechanizm spustowy bezkurkowy.
Bezpiecznik nastawny. Skrzydełko bezpiecznika po lewej stronie zamka. Dodatkowo M1910/22 posiadał automatyczny bezpiecznik chwytowy.
M1910/22 był zasilany z wymiennego, jednorzędowego magazynka pudełkowego o pojemności 9 lub 8 naboi (zależnie od kalibru), umieszczonego w chwycie. Przycisk zwalniania magazynka znajdował się u dołu chwytu. Przyrządy celownicze mechaniczne, stałe (muszka i szczerbinka).